# 稲田悦子
稲田 悦子（いなだ えつこ、1924年2月8日 - 2003年7月8日）は、日本の女性フィギュアスケート選手、コーチ。1936年ガルミッシュ・パルテンキルヘンオリンピックのフィギュアスケート競技女子シングル日本代表。戦前、戦後合わせて全日本選手権7回優勝。日本の女子フィギュアスケートの先駆者でもあった。大阪府大阪市出身。梅花高等女学校卒業。

## 経歴

### オリンピック出場

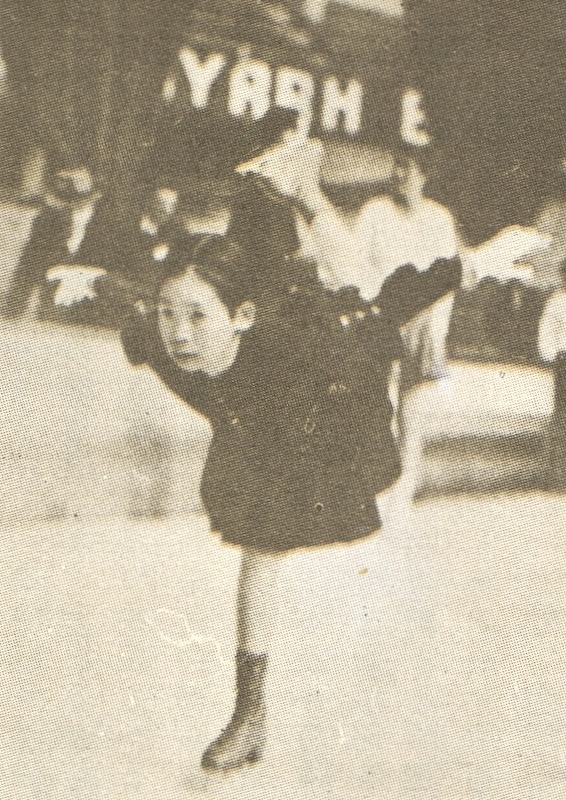
ガルミッシュ・パルテンキルヘンオリンピックに出場した稲田悦子（1936年）

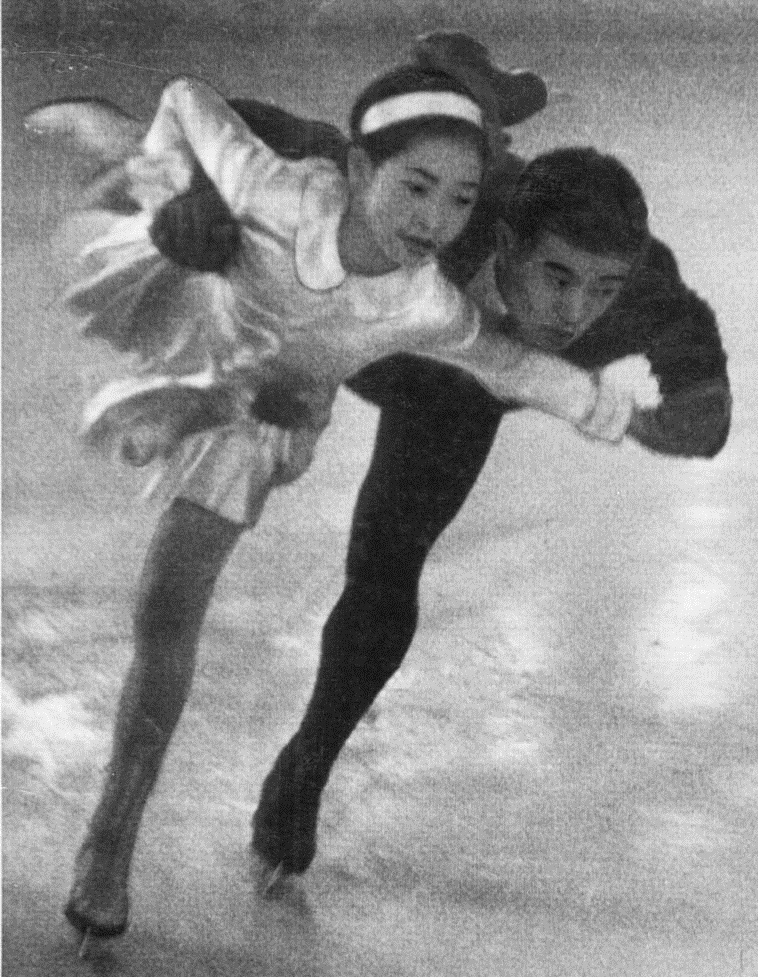
1937年、右は片山敏一

1924年（大正13年）、大阪の稲田時計店の末娘として生まれた。1932年（昭和7年）、8歳のときから永井康三にスケートの指導を受け、才能を開花させた。1933＝1934年、全日本ジュニア選手権優勝。1934～1935年、全日本選手権優勝した。1935年11月の日本代表選考会で、総得点1745.3点で2位の東郷球子を300ポイント以上引き離して優勝した。これはスクールフィギュア、フリー共に男子シングルを遥かに凌ぐ高得点だった。新聞の選評では「スクールに於けるフイギユアの大きさに於てもあの小さな身体であれだけこなしてゐれば十分でターンの正確は男子も及ばない状態である」と絶賛された。代表決定の報を受けて「うちなア、ソニア・ヘニーの姉ちやんだけがこはいんや」と発言した。
1936年（昭和11年）1月にドイツのベルリンで開催されたヨーロッパフィギュアスケート選手権に出場し、その際にはドイツの総統であるアドルフ・ヒトラーと握手している。
同年2月、稲田はドイツで行われたガルミッシュ・パルテンキルヘンオリンピックに12歳で出場した。これは、2020年現在におけるオリンピック日本人最年少出場記録（夏・冬を通して）であるのみならず、第二次世界大戦前の冬季オリンピックに参加した唯一の日本人女子選手であるなど歴史的な出場であった。そのためか、稲田は日本の女子フィギュアスケートの先駆けの選手としても有名である。稲田はこの大会で白い服に赤いカーネーションを付けた衣装を着て、ドイツのミリタリーマーチで演技し人気を呼んだ。秩父宮記念スポーツ博物館に展示されていた衣装は、同館開館時に寄贈されたものに、稲田の晩年、本人の希望により胸の日の丸のアップリケとカーネーションを当時とほぼ同じように復元・追加したものである。成績は26人中10位であったが、この大会で優勝し3連覇を飾ったノルウェーのソニア・ヘニーが「近い将来必ず稲田の時代が来る」と断言した。稲田は練習するヘニーの姿を見て憧れ、晩年にオスロのヘニーの自宅を訪ねたことがある。なお、このガルミッシュパルテンキルヘンオリンピック出場時にもスピードスケート代表の南洞邦夫と共に観覧に来ていたヒトラーと握手をしている。身長127センチの稲田を見て開会式でヒトラーが「あの小さな少女は何をしに来ているのか」と側近に訪ねたという。
オリンピック後の3月にフランス・パリで行われた世界フィギュアスケート選手権では10位となった。
稲田は翌1937年から1941年まで全日本選手権女子シングルで5連覇を達成し、1938年には橋本國彦が稲田の活躍を讃え、行進曲「楽しきスケーター」を作曲、ワルター・ペータースのワルツ「昇る太陽」と共に録音しビクターからレコードが発売された。
1940年（昭和15年）の札幌オリンピックの有力な選手として期待された。しかし、日中戦争の長期化などによる国際情勢の悪化で、1938年に日本が札幌オリンピックを返上したため、2度目のオリンピック出場の機会は失われた。
梅花高等女学校を卒業後は専門学校で英文を学んだ。第二次世界大戦中は満州に慰問に行き、凍った川でスケートを滑ったことがあるという。1945年（昭和20年）の終戦は奈良県で迎え、終戦の翌年に結婚した。

### 戦後
戦後の1949年に復帰を果たしたが、私生活では離婚を経験した。1951年には7度目の全日本選手権女子シングル優勝を飾り、イタリアで開催された世界フィギュアスケート選手権に有坂隆祐と共に日本人選手として15年ぶりに出場した。しかし、タイツを男性用のももひきで代用するなどの苦労を経験し、また楽曲の選択でも世界の潮流に後れ、23人中21位と良い結果は得られなかった。
1952年に現役を引退してコーチに転身した。指導者としては上野純子、石田治子、福原美和などの選手を育成し、皇族へのフィギュアスケートの指導も行った。東京・青山でブティックも開いていた。
「五輪は参加することに意義があるなんてうそ。本番のたった一回のチャンスに成功し、一位にならなくちゃ」との言葉を残し、生涯の信念は「世界一になるには努力、努力、努力。」であったという。
2003年7月8日、稲田は胃がんのため千葉市内の病院で死去した。79歳没。築地本願寺で行われた葬儀には稲田が皇族にスケートを指導した縁もあり、天皇皇后を始めとして多くの皇族からの献花がされた。
なかにし礼の小説『てるてる坊主の照子さん』（新潮社）に登場するフィギュアスケートのコーチは稲田がモデルとされている。2003年度後期のNHK連続テレビ小説「てるてる家族」では「稲本栄子」としていしのようこが演じた。

## 主な戦績
| 大会/年         | 1933-34 | 1934-35 | 1935-36 | 1936-37 | 1937-38 | 1938-39 | 1939-40 | 1940-41 | 引退 | 1948-49 | 1949-50 | 1950-51 | 1951-52 |
| --------------- | ------- | ------- | ------- | ------- | ------- | ------- | ------- | ------- | ---- | ------- | ------- | ------- | ------- |
| オリンピック    |         |         | 10      |         |         |         |         |         |      |         |         |         |         |
| 世界選手権      |         |         | 10      |         |         |         |         |         |      |         |         | 21      |         |
| 欧州選手権      |         |         | 9       |         |         |         |         |         |      |         |         |         |         |
| 全日本選手権    |         | 1       |         | 1       | 1       | 1       | 1       | 1       |      |         |         | 1       |         |
| 国民体育大会    |         |         |         |         | 1       |         | 1       | 1       |      | 1       |         | 1       | 1       |
| 全日本Jr.選手権 | 1       |         |         |         |         |         |         |         |      |         |         |         |         |